# 대한축구협회장배 전국고등학교축구대회
대한축구협회장배 전국고교축구대회는 대한민국의 고등학교 축구대회이다. 이 대회는 1974년 대한축구협회장배쟁탈 전국우수고교축구대회 또는 대한축구협회장배쟁탈 전국중고교축구대회라는 명칭으로 출범하였다. 매년 개최되다가 2006년부터 2017년까지는 (33회~38회) 중등부는 홀수해, 고등부는 짝수해에 격년으로 개최되었고, 코로나19 범유행 기간 동안 중등부 대회가 취소되어, 그 이후로는 고등부 대회가 매년 개최되고 있다.

## 역대 대회 결과
| 횟수 | 연도 | 우승                               | 준우승                             | 최우수선수(MVP)     | 득점왕                          | 출처                 |
| ---- | ---- | ---------------------------------- | ---------------------------------- | ------------------- | ------------------------------- | -------------------- |
| 1    | 1974 | 부산상업고등학교, 동아고등학교     | 부산상업고등학교, 동아고등학교     |                     |                                 | [ 4 ]                |
| 2    | 1975 | 청주상업고등학교, 안양공업고등학교 | 청주상업고등학교, 안양공업고등학교 |                     |                                 | [ 5 ]                |
| 3    | 1976 |                                    |                                    |                     |                                 |                      |
| 4    | 1977 |                                    |                                    |                     |                                 |                      |
| 5    | 1978 | 경희고등학교, 영남상업고등학교     | 경희고등학교, 영남상업고등학교     | 미상                | 미상                            | [ 6 ]                |
| 6    | 1979 |                                    |                                    |                     |                                 |                      |
| 7    | 1980 | 동래고등학교                       | 진주고등학교                       | 미상                | 미상                            | [ 7 ]                |
| 8    | 1981 | 강릉농공고등학교                   | 청주상업고등학교                   | 김국진 (강릉농공고) | 미상                            | [ 8 ]                |
| 9    | 1982 | 대륜고등학교                       | 춘천고등학교                       | 박동균 (대륜고)     | 미상                            | [ 9 ]                |
| 10   | 1983 | 부산상업고등학교                   | 거제고등학교                       | 미상                | 미상                            | [ 10 ] [ 11 ]        |
| 11   | 1984 | 용문고등학교                       |                                    |                     |                                 | [ 12 ] [ 13 ]        |
| 12   | 1985 | 동래고등학교                       | 부산상업고등학교                   | 미상                | 미상                            | [ 14 ]               |
| 13   | 1986 | 동래고등학교                       | 영등포공업고등학교                 | 미상                | 미상                            | [ 15 ]               |
| 14   | 1987 | 용문고등학교                       | 경신고등학교                       | 안수찬 (용문고)     | 최은석 (용문고)                 | [ 12 ]               |
| 15   | 1988 | 부산상업고등학교                   | 용문고등학교                       | 양홍석 (부산상고)   | 김회영 (서울기계공업고등학교)   | [ 16 ]               |
| 16   | 1989 | 부산상업고등학교                   | 동아고등학교                       | 이용발 (부산상고)   | 미상                            | [ 17 ]               |
| 17   | 1990 | 부산상업고등학교                   | 중동고등학교                       | 황동진 (부산상고)   | 없음                            | [ 18 ]               |
| 18   | 1991 | 동래고등학교, 동아고등학교         | 동래고등학교, 동아고등학교         | 이진욱 (동래고)     | 없음                            | [ 19 ]               |
| 19   | 1992 | 경남상업고등학교                   | 강동고등학교                       | 최윤호 (경남상고)   | 최윤호 (경남상고)               |                      |
| 20   | 1993 | 부산상업고등학교                   | 강동고등학교                       | 김동룡 (부산상고)   | 없음                            | [ 20 ]               |
| 21   | 1994 | 문일고등학교                       | 거제고등학교                       | 성한수 (문일고)     | 김태영 (광운전자공업고등학교)   | [ 21 ]               |
| 22   | 1995 | 동북고등학교                       | 창신고등학교                       | 박정석1 (동북고)    | 나희근 (동북고)                 | [ 22 ]               |
| 23   | 1996 | 풍생고등학교                       | 동아고등학교                       | 김길식 (풍생고)     | 고민기 (풍생고)                 | [ 23 ]               |
| 24   | 1997 | 문일고등학교                       | 중동고등학교                       | 편도진 (문일고)     | 김영준 (문일고)                 | [ 24 ]               |
| 25   | 1998 | 거제고등학교                       | 부산정보고등학교                   | 김태성 (거제고)     | 이응제 (부산정보고)             | [ 25 ]               |
| 26   | 1999 | 파주공업고등학교                   | 창신고등학교                       | 이창우 (파주공고)   | 이기택 (경신고) 최만석 (창신고) | [ 26 ]               |
| 27   | 2000 | 진주고등학교                       | 중동고등학교                       | 임홍섭 (진주고)     | 이정규 (중동고)                 | [ 27 ]               |
| 28   | 2001 | 대신고등학교                       | 거제고등학교                       | 미상                | 미상                            | [ 28 ]               |
| 29   | 2002 | 대신고등학교                       | 서울체육고등학교                   | 이태훈 (대신고)     | 정조국 (대신고)                 | [ 29 ] [ 30 ] [ 31 ] |
| 30   | 2003 | 수원고등학교                       | 청주대성고등학교                   | 김영신 (수원고)     | 이강민 (청주대성고)             | [ 32 ]               |
| 31   | 2004 | 풍생고등학교                       | 거제고등학교                       | 신영철 (풍생고)     | 없음                            | [ 33 ]               |
| 32   | 2005 | 신갈고등학교                       | 과천고등학교                       | 김의섭 (신갈고)     | 없음                            | [ 34 ]               |
| 33   | 2006 | 동래고등학교                       | 중앙대학교사범대학부속고등학교     | 박상근 (동래고)     | 안영진 (현대고) 오세룡 (고양고) | [ 35 ]               |
| 34   | 2008 | 부경고등학교                       | 전주공업고등학교                   | 윤빛가람 (부경고)   | 김정주 (강릉제일고)             | [ 36 ]               |
| 35   | 2010 | 부경고등학교                       | 오현고등학교                       | 남승우 (부경고)     | 이제석 (부경고)                 | [ 37 ]               |
| 36   | 2012 | 부경고등학교                       | 동북고등학교                       | 이창민 (부경고)     | 허준호 (수원공고)               | [ 38 ]               |
| 37   | 2014 | 개성고등학교                       | 거제고등학교                       | 양진모 (개성고)     | 이병주 (안동고)                 | [ 39 ]               |
| 38   | 2016 | 현대고등학교                       | 창녕고등학교                       | 장재원 (현대고)     | 이형경 (현대고) 오승우 (기장고) | [ 40 ]               |
| 39   | 2018 | 천안제일고등학교                   | 인천대건고등학교                   | 임덕근 (천안제일고) | 이호재 (대건고)                 | [ 41 ]               |
| 40   | 2019 | 전주영생고등학교                   | 광양제철고등학교                   | 박준범 (영생고)     | 문성후 (광양제철고)             | [ 42 ]               |
| 41   | 2020 | 매탄고등학교                       | 경기YG FC U-18                     | 천세윤 (매탄고)     | 엄지성 (금호고)                 | [ 43 ]               |
| 42   | 2021 | 광양제철고등학교                   | 전주영생고등학교                   | 박우진 (광양제철고) | 지상욱 (제주 유나이티드 U-18)   | [ 44 ]               |
| 43   | 2022 | 금호고등학교                       | 전주영생고등학교                   | 문민서 (금호고)     | 정성엽 (부천 FC 1995 U-18)      | [ 45 ]               |
| 44   | 2023 | 오산고등학교                       | 현대고등학교                       | 민시영 (오산고)     | 송준혁 (오산고)                 | [ 46 ]               |